# 埃达市镇
埃达市镇（瑞典語：Eda kommun）是瑞典中西部韦姆兰省的一个市镇，与挪威接壤。其治所位于夏洛滕贝里。